# رئال اسپانیا

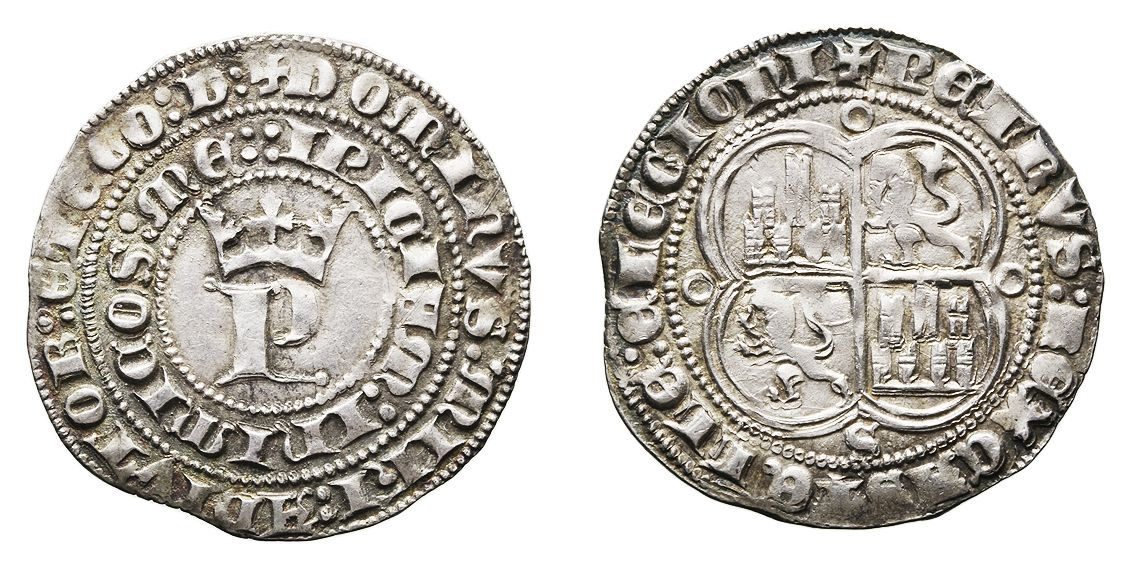
نگاره‌ای از پشت و روی یک سکهٔ نقرهٔ هشت رئالی که پزو نامیده می‌شد.

رئال اسپانیا (به اسپانیایی: Real español) از اواسط سده ۱۴ میلادی، واحد پول در اسپانیا بود تا این‌که در سال ۱۸۶۸ میلادی با پزوتا اسپانیا جایگزین شد. رایج‌ترین ارزش این ارز سکهٔ نقرهٔ هشت رئالی بود که پزو نامیده می‌شد و در اوج امپراتوری اسپانیا در کل اروپا، آمریکای جنوبی، غرب آسیا و جنوب شرق آسیا مبادله می‌شد.